# Susana Rivadeneira
María Susana Rivadeneira Simbal (sinh ngày 8 tháng 9 năm 1979 tại Quito) là một người mẫu, họa sĩ và nữ hoàng sắc đẹp người Ecuador, người đã chiến thắng Hoa hậu Ecuador 2004 và Top 10 chung kết Hoa hậu Hoàn vũ 2004.

## Hoa hậu Hoàn vũ
Rivadeneira đại diện cho Ecuador trong cuộc thi Hoa hậu Hoàn vũ 2004 diễn ra tại Quito, nằm trong Top 10 chung cuộc. Người chiến thắng là Jennifer Hawkins của Úc.

## Cuộc sống sau Hoa hậu Ecuador
Ngày nay, Rivadeneira làm việc cho một tổ chức phi lợi nhuận có tên Fundación Familia y Futuro, nơi giúp đỡ trẻ em từ các khu dân cư nghèo nhất ở thành phố Guayaquil. Cô cũng tiếp tục công việc của mình như một người mẫu và họa sĩ.